# Daniela Payssé
Daniela Payssé (Montevideo, 17 de octubre de 1946-Ibidem., 21 de diciembre de 2018) fue una política uruguaya, perteneciente al sector Asamblea Uruguay del Frente Amplio. Fue elegida senadora en las elecciones presidenciales de 2014.

## Trayectoria
En 2000 fue representante nacional suplente por Montevideo, cargo que ocupó hasta 2005, integrando la Comisión de Hacienda. En 2005 fue reelegida como Representante Nacional por el sector Asamblea Uruguay del Frente Amplio. En ese período integró las Comisiones de Derechos Humanos, Presupuestos, y Género y Equidad. También presidió la Comisión Especial de Seguimiento de la Situación Carcelaria de la Asamblea General. Presidió la Comisión de Derechos Humanos de la Asamblea General, encargada de la integración del Consejo Directivo de la Institución Nacional de Derechos Humanos y Defensoría del Pueblo. En 2010, es reelegida nuevamente como representante Nacional por Montevideo.
Formó parte de las Comisiones de Derechos Humanos, de Presupuesto, de la Comisión Especial de Género y Equidad, Comisión Especial de Seguimiento de la Situación Carcelaria de la Asamblea General e integró la Bancada Bicameral Femenina, que es integrada por legisladoras de todos los partidos políticos de Uruguay. También integró el Parlamento del Mercosur por el período 2010-2015. En 2013, asume la primera vicepresidencia de la Cámara de Representantes.
En las elecciones presidenciales de 2014 fue elegida senadora por su partido.
Falleció el 21 de diciembre de 2018 a los 72 años. Tenía seis hijos y ocho nietos.